# Cvetka Lipuš
Cvetka Lipuš (* 1966 in Bad Eisenkappel / Železna Kapla) ist eine österreichische Lyrikerin, die in slowenischer Sprache schreibt.

## Leben und Werk
Cvetka Lipuš besuchte das Bundesgymnasium für Slowenen in Klagenfurt und studierte Vergleichende Literaturwissenschaft und Slawistik an der Universität Klagenfurt. Ab 1995 lebte sie in den Vereinigten Staaten, wo sie an der Universität Pittsburgh ein Studium der Bibliotheks- und Informationswissenschaften absolvierte. Seit 2009 lebt Cvetka Lipuš mit ihrem Ehemann Reinhard C. Heinisch in Salzburg, wo sie als Bibliothekarin an der PMU arbeitet.
Lipuš begann ihre literarische Laufbahn mit Veröffentlichungen in der Kärntner-slowenischen Literatur- und Kulturzeitschrift mladje. Von 1981 bis zur Einstellung 1991 war sie Redaktionsmitglied der Zeitschrift. 1985 gab sie gemeinsam mit Fabjan Hafner die Anthologie zeitgenössischer slowenischer Lyrik V lunini senci („Im Schatten des Mondes“) heraus. Lipuš schreibt ausschließlich in slowenischer Sprache, als Übersetzer ihrer Werke ins Deutsche hat sich Klaus Detlef Olof etabliert. 1989 erschien ihr Debütband Pragovi dneva, der 1995 in deutscher Übersetzung erschien. Alle ihre bisherigen Gedichtbände wurden ins Deutsche übersetzt.
Thematische Konstanten von Lipuš' Lyrik sind Körperlichkeit und Mobilität. Insbesondere ihr Aufenthalt in den USA schlägt sich in ihren Werken durch geographische und sprachliche Referenzen nieder. Ihr Imaginarium ist auf die Intimität und Subjektivität des lyrischen Subjekts beschränkt und zeigt kein politisches oder gesellschaftliches Engagement. Lipuš betont, nicht als Sprachrohr der slowenischen Minderheit in Kärnten gelesen werden zu wollen und setzt sich in ihrer Lyrik auch nicht explizit mit damit verbundenen Themen auseinander. Seit der Jahrtausendwende publiziert sie ihre Gedichtbände bei den beiden renommiertesten slowenischen Verlagen Cankarjeva založba und Beletrina.
2016 wurde sie für ihr Schaffen mit dem Preis der Prešeren-Stiftung ausgezeichnet. Weiterhin erhielt sie diverse österreichische und kärntnerische Projekt- und Förderstipendien. 2024 wurde Lipuš der Humbert-Fink-Literaturpreis zuerkannt.
Cvetka Lipuš ist die Tochter des Schriftstellers Florjan Lipuš. Ihr Bruder Gabriel Lipuš ist Sänger und Musikpädagoge, ihr Bruder Marko Lipuš Fotograf.

## Buchveröffentlichungen

### Herausgeberschaft
- V lunini senci (Im Schatten des Mondes), Anthologie zeitgenössischer slowenischer Lyrik in Kärnten, Hrsg. gemeinsam mit Fabjan Hafner, Drava Verlag, Klagenfurt 1985

### Gedichtbände
- Pragovi dneva. Klagenfurt: Wieser Verlag, 1989.
- Doba temnjenja. Klagenfurt: Wieser Verlag, 1993.
  - dt. Übersetzung beider Bände in: Abgedunkelte Zeit. Gedichte. Klagenfurt, Salzburg: Wieser, 1995. Übersetzt von Klaus Detlef Olof.
- Geografija bližine. Klagenfurt: Wieser, 2000.
  - dt. Übersetzung: Geografie der Nähe. Klagenfurt: Wieser, 2000. Übersetzt von Klaus Detlef Olof.
- Spregatev milosti. Ljubljana: Cankarjeva založba, 2003.
  - dt. Übersetzung: Beugung der Gnade/Spregatev milosti (zweisprachige Ausgabe). Klagenfurt: Wieser, 2006. Übersetzt von Klaus Detlef Olof.
- Obleganje sreče. Ljubljana: Cankarjeva založba, 2008.
  - dt. Übersetzung: Belagerung des Glücks. Klagenfurt: Drava, 2010. Übersetzt von Klaus Detlef Olof.
- Pojdimo vezat kosti. Ljubljana: Mladinska knjiga, 2010.
  - dt. Übersetzung: Komm, schnüren wir die Knochen. Gedichte. Salzburg: Otto Müller Verlag, 2019. Übersetzt von Klaus Detlef Olof, ISBN 978-3-7013-1269-6.
- Kaj smo, ko smo. Ljubljana: Beletrina, 2015.
  - dt. Übersetzung: Was wir sind, wenn wir sind. Klagenfurt: Drava, 2017. Übersetzt von Klaus Detlef Olof.
- Odhajanje za začetnike. Ljubljana: Beletrina, 2021.
  - dt. Übersetzung: Weggehen für Anfänger. Salzburg: Otto Müller Verlag, 2023. Übersetzt von Klaus Detlef Olof, ISBN 978-3-7013-1304-4.

## Auszeichnungen
- 2024 Kulturpreis des Landes Kärnten: Würdigungspreis für Literatur[6]